# The Last Quarter
『The Last Quarter〜今 恋をしている すべての人達へ〜』（ザ ラスト クォーター　いまこいをしているすべてのひとたちへ）は、2001年9月27日にmotorodからリリースされた相川七瀬6枚目のアルバム。CDコードはCTCR-18026。

## 解説
- 相川初・唯一のミニ・アルバム。シンガーソングライターの川村結花、加藤いづみ、古内東子、森若香織から楽曲提供。「THE LAST QUARTER」は相川が初の作曲。シングル曲未収録アルバム。

## 収録曲
作詞：相川七瀬（特記以外）
1. 恋人じゃなくなる日
  - 作曲：本郷信　編曲：根岸孝旨

TBS系『どうぶつ奇想天外!』エンディングテーマ
2. STILL RAIN
  - 作曲：川村結花　編曲：鷺巣詩郎
3. しあわせなじかん
  - 作曲：加藤いづみ　編曲：武部聡志
4. 「最高の友達」
  - 作曲・編曲：恩田快人

TBS系『特ネタ!ニッポン宝島』エンディングテーマ
5. ヒマワリ
  - 作詞・作曲：古内東子　編曲：小松秀行

テレビ東京系『たけしの誰でもピカソ』エンディングテーマ
6. BYE-BYE-BYE
  - 作詞・作曲：森若香織 / 編曲：明石昌夫

ゴーバンズのカバー
7. THE LAST QUARTER
  - 作曲：相川七瀬　編曲：菊地雅晃・長田直也